# كوإيتشي هيكشي
كوإيتشي هيگَشي (باليابانية: 東 幸一) (23 أغسطس 1978 في نارا في اليابان – )؛ هو لاعب كرة قدم ياباني سابق كان يلعب كلاعب وسط.

## وصلات خارجية
- كوإيتشي هيكشي على موقع رابطة كرة القدم اليابانية للمحترفين (اليابانية)